# Barrera de hielo Wordie

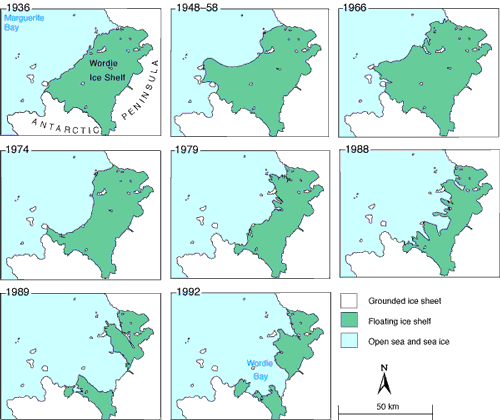
Diagrama mostrando la desaparición de la Plataforma de Hielo Wordie durante varios años

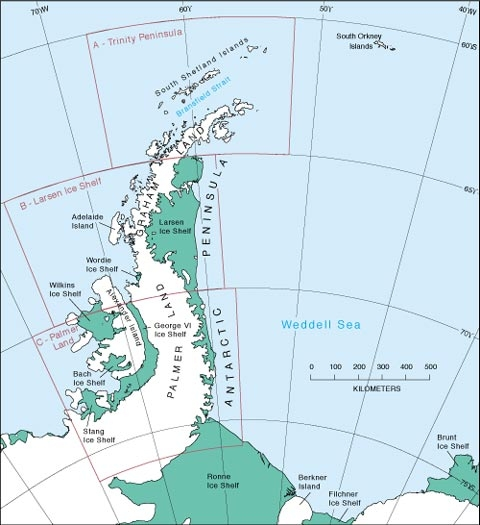
Localización de la Plataforma de Hielo Wordie dentro de la Península Antártica

La barrera de hielo Wordie era una plataforma de hielo en la parte SE de la Bahía Margarita entre el Cabo Berteaux y el Monte Edgell, en la costa occidental de la Tierra de Palmer en la Península Antártica.
En marzo de 2008, la British Antarctic Survey anunció que la plataforma estaba a punto de separarse de la Península Antártica. Alrededor de abril de 2009 ocurrió esto, desapareciendo por completo.
Descubierta por la Expedición Británica a la Tierra de Graham (BGLE) bajo el mando de Rymill, 1934–37, que la nombró en recuerdo de Sir James Wordie, Secretario Honorario (más tarde Presidente) de la Royal Geographical Society, miembro del Comité Discovery y presidente del Instituto Scott de Investigación Polar. También había sido geólogo y jefe del equipo científico de la expedición británica, 1914-16, bajo el mando de Ernest Shackleton.